# Церква Введення в храм Пресвятої Богородиці (Торунь)
Церква Введення в храм Пресятої Богородиці (Торунь)  —  церква в селі Торунь, Міжгірської селищної громади, Закарпатської області, пам'ятка архітектури національного значення (№ 1127).

## Історія
Церква з смерекових брусів  побудована в 1809 році в центрі села біля повороту до села Присліп. Церкву побудували майстри, які будували Миколаївську церку в с Присліп. За переказами місцевих жителів церква побудована на місці, на яке вітром з гори знесло частину даху церкви, яка там була побудована. Церква побудована з місцевих дерев з лісу, який ріс на місці, де розташовуються сільська школа, дитячий садочок, будинок вчителя.
В радянські часи церква охоронялась як пам'ятка архітектури Української РСР (№ 1127). В 2018 році церква визнана об’єктом культурної спадщини національного значення, який внесено до Державного реєстру нерухомих пам’яток України (№ 070035).

## Архітектура
Церква тризрубна з високою баштою з бароковим завершенням над бабинцем. Кутові зєднання зрубів зроблені у формі "простого замка" нижче опасання (вінці зрубів, профільовані у формі "качурів") та у формі "ластівчиний хвіст" вище опасання. Зруб нави ширше від зрубів вівтаря та бабинця, які є рівноширокі.
Двоскатний дах церкви складається з вищої частини над навою та нижчої частини над вівтарем був покритий гонтом, але в 1994 році його перекрили бляхою. Склепіння нави і бабинця у формі коробу, а у вівтарі плоскої форми. Стіни вище опасання оббиті гонтом, а нижче - дошками. На фронтальній частині церкви оформлено ґанок з різьбленими стовпчиками, розташованими у формі аркади та різьблений карниз. Наразі ганок засклений. Інтер'єр церкви також декоративно оформлений профільованим проходом між бабинцем та навою та різьбленням. Стіни зрубів в середині церкви не оббиті іншими матеріалами. Церква була розмальована після проголошення Незалежності України місцевим маляром Форосом Ф.П..

## Дзвіниця
Дзвіниця поруч з церквою також дерев'яна, двоярусна, прямокутна з шатровим дахом у формі восьмигранника, покритим дахою. Зруб дзвіниці складений з соснових коло, на кутає з'єднаних в простий замок з двостороннім вирізом. Вінці зрубу, профільовані у формі "качурів". На другому ярусі сформовані арки.

## Див також
- Церква святого Миколи Чудотворця (Ізки);
- Церква Святого Духа (Колочава);
- Церква Введення Пресвятої Богородиці (Розтока);
- Церква Різдва Пресвятої Богородиці (Пилипець).